# Austhorpe
Austhorpe – osada i civil parish w Anglii, w West Yorkshire, w dystrykcie metropolitalnym Leeds. W 2001 civil parish liczyła 65 mieszkańców. Austhorpe jest wspomniana w Domesday Book (1086) jako Ossetorp.